# Glauvarovia mendizabali
Glauvarovia mendizabali är en insektsart som först beskrevs av Morales-agacino 1945.  Glauvarovia mendizabali ingår i släktet Glauvarovia och familjen Pamphagidae. Inga underarter finns listade i Catalogue of Life.